# Elecciones legislativas de Ecuador de 1914
Las elecciones legislativas de Ecuador de 1914 se celebraron ese año para renovar a la Cámara de Diputados de Ecuador. 
Se eligieron 49 diputados, necesitando 40 votos para mayoría del Congreso en pleno junto a los 30 senadores electos en 1912. 
Acorde a la normativa de la época, los legisladores eran electos por nominación libre de los electores, sin auspicio partidista o limitaciones por provincia, por lo que en ocasiones un legislador era electo por varias provincias o para ambas cámaras. 

## Senadores
30 Senadores, 16 votos para mayoría de la Cámara del Senado.
| Provincia  | Senador                             |
| ---------- | ----------------------------------- |
| Carchi     | Gonzalo S. Córdova y Rivera         |
| Carchi     | Miguel Valverde Letamendi           |
| Imbabura   | Rafael Gomez de la Torre Najera     |
| Imbabura   | Alejandro Villamar Toromoreno       |
| Pichincha  | Lino Cárdenas Proaño                |
| Pichincha  | Modesto A. Peñaherrera de la Guerra |
| León       | Pablo A. Vasconez Velasco           |
| León       | Adolfo Paez Eguez                   |
| Tungurahua | Juan Benigno Vela Hervas            |
| Tungurahua | Miguel Angel Albornoz Tabares       |
| Chimborazo | Carlos Larrea Donoso                |
| Chimborazo | Adelberto Araujo Ordoñez            |
| Bolívar    | Marcos Leonidas Durango             |
| Bolívar    | Juan F. Game Valarezo               |
| Cañar      | Gonzalo S. Córdova y Rivera         |
| Cañar      | Felix María del Pozo Carrasco       |
| Azuay      | Moises Arteaga Valdivieso           |
| Azuay      | Manuel Ramon Balarezo Cobos         |
| Loja       | Agustin Cueva Sanz                  |
| Loja       | Benigno Valdivieso Riofrio          |
| El Oro     | Lorenzo Fulogio Serrano Armijos     |
| El Oro     | Jose Miguel Valdivieso              |
| Guayas     | Alfredo Baquerizo Moreno            |
| Guayas     | Jose Eleodoro Aviles y Zerda        |
| Los Ríos   | Jose Maria Barona Lalama            |
| Los Ríos   | David Betancour                     |
| Manabí     | Juan Chavez Meza                    |
| Manabí     | Jose Pastor Intriago Navas          |
| Esmeraldas | Jose Maria Tello Ripalda            |
| Esmeraldas | Jose Luis Tamayo Terán              |

## Diputados
49 diputados, 25 votos para mayoría de la Cámara de Diputados.
| Provincia  | Diputado                         |
| ---------- | -------------------------------- |
| Carchi     | Ricardo del Hierro Herboso       |
| Carchi     | Roberto Posso Espinosa           |
| Imbabura   | Víctor Manuel Peñaherrera        |
| Imbabura   | Rafael A. Rosales                |
| Pichincha  | Agustín Cabezas Guerrero         |
| Pichincha  | Alberto Bustamante Perez         |
| Pichincha  | Enrique Gangotena Jijon          |
| Pichincha  | Manuel Cabeza de Vaca Silva      |
| Pichincha  | Francisco Guarderas Perez        |
| Pichincha  | Aurelio Mosquera Narváez         |
| León       | Luis J. Chavez                   |
| León       | M. Tomás Maldonado               |
| León       | Pompeyo Hidalgo                  |
| Tungurahua | Arnaldo Barona Baca              |
| Tungurahua | Jorge N. Sevilla Suarez          |
| Tungurahua | Emiliano Altamirano Baca         |
| Chimborazo | Alberto Larrea Chiriboga         |
| Chimborazo | Angel F. Araujo Ordoñez          |
| Chimborazo | Pedro J. Dávalos Puyol           |
| Chimborazo | Carlos Zambrano Orejuela         |
| Bolívar    | Aurelio E. Rivadeneira           |
| Bolívar    | Pablo N. Roldán Valladolid       |
| Cañar      | Honorio Vega Larrea              |
| Cañar      | Aurelio A. Bayas Argudo          |
| Cañar      | Alfonso M. Borrero Moscoso       |
| Azuay      | Remigio Romero León              |
| Azuay      | Agustin Cuesta Vintimilla        |
| Azuay      | Tomas Moreno Rodriguez           |
| Azuay      | Julio Tobias Torres              |
| Azuay      | Federico Malo Andrade            |
| Loja       | Jose Miguel Carrion Mora         |
| Loja       | Vicente Paz Ayora                |
| Loja       | Adolfo Valarezo S.               |
| El Oro     | Manuel A. Gonzalez               |
| El Oro     | Sergio Madero Looke              |
| Guayas     | Alberto Reina Drouet             |
| Guayas     | Alfonso B. Larrea Alba           |
| Guayas     | Gustavo E. Navarro Puig          |
| Guayas     | Carlos Rendon Perez              |
| Guayas     | Miguel G. Hurtado Aguilera       |
| Guayas     | Alfredo Valenzuela Valverde      |
| Los Ríos   | Alberto Guerrero Martínez        |
| Los Ríos   | Gabriel Garcés Ubidia            |
| Manabí     | Anibal San Andrés Rebolledo      |
| Manabí     | Nestor E. Ledesma Velez          |
| Manabí     | Raul Dueñas Giler                |
| Manabí     | Cesar D. Andrade Lopez           |
| Manabí     | Pedro José Huerta Gomez de Urrea |
| Esmeraldas | -                                |

Fuente: